# (15760) Альбион
(15760) Альбион — первый транснептуновый объект, обнаруженный в поясе Койпера после открытия Плутона и Харона. Более известен под своим временным обозначением (15760) 1992 QB1, давшим название целому классу транснептуновых объектов.
Открыт в 1992 году совместными усилиями американских астрономов Дэвида Джуитта и Джейн Лу в обсерватории Мауна-Кеа на Гавайях. Относится к кьюбивано — объектам основной части пояса Койпера.

## Название
После открытия объект получил временное обозначение (15760) 1992 QB1 (также может обозначаться (15760) 1992 QB1). Собственно термин «кьюбивано» и происходит от обозначения QB1 (англ. cue-bee-one — «кью-би-уан»).
Открыватели предложили объекту название «Смайли», в честь персонажа романа Джона Ле Карре, но, так как астероид с таким названием уже существует (1613 Смайли), то это имя не могло быть использовано. 26 июля 2000 года объект получил номер 15760, но долгое время оставался без названия.
31 января 2018 года объекту было присвоено название Альбион — в честь персонажа из произведений Уильяма Блейка.
Обозначение QB1 соответствует ещё нескольким астероидам — (5322) 1986 QB1, (7026) 1993 QB1, (31114) 1997 QB1, (36447) 2000 QB1 и (52468) 1995 QB1.
1992 QB1 дал название целому классу классических объектов пояса Койпера. Следующие три официальных кьюбивано: (15807) 1994 GV9, (16684) 1994 JQ1 и (19255) 1994 VK8.

## Характеристики
Объект относительно небольшой — диаметр объекта составляет 160 км. Это в 21 раз меньше, чем диаметр Луны.
Оборот вокруг Солнца 1992 QB1 делает за 289,225 лет, наклонение орбиты — 2,1927°.